# Cross Border 2012
El Campeonato Cross Border 2012 Clasificatorio para el Campeonato Argentino de Mayores 2012 fue el décimo de su tipo y se disputó entre el 3 al 31 de marzo del mismo año. En el participaron 8 uniones regionales de rugby de Argentina junto con las uniones de Chile y la de Uruguay.
El campeonato no solo fue una edición más del Cross Border sino que a su vez sirvió como clasificatorio para el Campeonato Argentino de Rugby 2012.
Se proclamaron ganadores del torneo a las dos mejores uniones, las cuales resultaron ser las uniones de Córdoba y Buenos Aires.

## Participantes
| Zona 1   | Zona 2        |
| Córdoba  | Buenos Aires  |
| Tucumán  | Cuyo          |
| Salta    | Rosario       |
| San Juan | Mar del Plata |
| Chile    | Uruguay       |

## Formato de competencia
Las diez uniones participantes se dividen en dos zonas de cinco cada una donde se enfrentan entre sí dentro de cada una a una sola rueda. Se otorgan 2 puntos por partido ganado, 1 por empate y ninguno por derrota.
Se proclamaban ganadoras las dos uniones que quedasen primeras en cada zona, a no ser que decidieran disputar un partido entre sí para determinar cual era la mejor.
Clasificación al Argentino 2012
Las tres mejores uniones argentinas de cada zona clasifican a la Zona Campeonato del Campeonato Argentino de Rugby 2012, mientras que la peor de cada zona clasifica a la Zona Ascenso.

## Zona 1
| Pos. | Equipo   | Encuentros | Encuentros | Encuentros | Encuentros | Tantos  | Tantos    | Tantos     | Puntos |
| Pos. | Equipo   | jugados    | ganados    | empatados  | perdidos   | a favor | en contra | diferencia | Puntos |
| ---- | -------- | ---------- | ---------- | ---------- | ---------- | ------- | --------- | ---------- | ------ |
| 1    | Córdoba  | 4          | 4          | 0          | 0          | 109     | 38        | + 71       | 8      |
| 2    | Tucumán  | 4          | 3          | 0          | 1          | 133     | 71        | + 62       | 6      |
| 3    | Salta    | 4          | 2          | 0          | 2          | 65      | 58        | + 7        | 4      |
| 4    | Chile    | 4          | 1          | 0          | 3          | 54      | 115       | - 61       | 2      |
| 5    | San Juan | 4          | 0          | 0          | 4          | 47      | 126       | - 79       | 0      |

|  | Clasificado a la Zona Campeonato del Campeonato Argentino de Rugby 2012. |
|  | Clasificado a la Zona Ascenso del Campeonato Argentino de Rugby 2012.    |

Primera fecha
| 3 de marzo, 16:00 | Salta | 22 - 11 | San Juan | Jockey Club, Salta, Argentina               |                                             |
|                   |       | Reporte |          | Árbitro(s): Claudio Antonio Argentina (URC) | Árbitro(s): Claudio Antonio Argentina (URC) |

| 3 de marzo, 16:00 | Tucumán | 50 - 17 | Chile | Tucumán Lawn Tennis, Tucumán, Argentina          |                                                  |
|                   |         | Reporte |       | Árbitro(s): Javier Mancuso Argentina (UAR / UCR) | Árbitro(s): Javier Mancuso Argentina (UAR / UCR) |

Segunda fecha
| 10 de marzo 16:00 | Chile | 6 - 12  | Salta | Estadio Comuna de la Pintana, Santiago, Chile |                                            |
|                   |       | Reporte |       | Árbitro(s): Matías Fresia Argentina (URBA)    | Árbitro(s): Matías Fresia Argentina (URBA) |

| 10 de marzo 19:10              | Córdoba | 31 - 18 | Tucumán | Jockey club de Córdoba, Córdoba, Argentina   |                                              |
|                                |         | Reporte |         | Árbitro(s): Martín Rodríguez Argentina (USR) | Árbitro(s): Martín Rodríguez Argentina (USR) |
| Transmitido en vivo por ESPN + |         |         |         |                                              |                                              |

Tercera fecha
| 17 de marzo, 17:00 | Salta | 14 - 19 | Córdoba | Jockey Club de Salta, Salta, Argentina         |                                                |
|                    |       | Reporte |         | Árbitro(s): Carlos Romero Argentina (Nordeste) | Árbitro(s): Carlos Romero Argentina (Nordeste) |

| 17 de marzo, 17:00 | San Juan | 27 - 28 | Chile | Huazihul Rugby Club, San Juan, Argentina   |                                            |
|                    |          | Reporte |       | Árbitro(s): Ariel Guillén Argentina (URBA) | Árbitro(s): Ariel Guillén Argentina (URBA) |

Cuarta fecha
| 24 de marzo, 16:00 | Tucumán | 22 - 17 | Salta | Tucumán Lawn Tenis, Tucumán, Argentina           |                                                  |
|                    |         | Reporte |       | Árbitro(s): Javier Mancuso Argentina (UAR / UCR) | Árbitro(s): Javier Mancuso Argentina (UAR / UCR) |

| 24 de marzo, 17:30 | Córdoba | 33 - 3  | San Juan | Jockey Club de Córdoba, Córdoba, Argentina        |                                                   |
|                    |         | Reporte |          | Árbitro(s): Ignacio Iparraguirre Argentina (URBA) | Árbitro(s): Ignacio Iparraguirre Argentina (URBA) |

Quinta fecha
| 31 de marzo, 16:30 | San Juan | 6 - 43  | Tucumán | San Juan Rugby Club, San Juan, Argentina     |                                              |
|                    |          | Reporte |         | Árbitro(s): Felipe Balbontín Chile (Feruchi) | Árbitro(s): Felipe Balbontín Chile (Feruchi) |

| 31 de marzo, 17:00 | Chile | 3 - 26  | Córdoba | CARR, Santiago, Chile                    |                                          |
|                    |       | Reporte |         | Árbitro(s): Joaquín Montes Uruguay (URU) | Árbitro(s): Joaquín Montes Uruguay (URU) |

## Zona 2
| Pos. | Equipo        | Encuentros | Encuentros | Encuentros | Encuentros | Tantos  | Tantos    | Tantos     | Puntos |
| Pos. | Equipo        | jugados    | ganados    | empatados  | perdidos   | a favor | en contra | diferencia | Puntos |
| ---- | ------------- | ---------- | ---------- | ---------- | ---------- | ------- | --------- | ---------- | ------ |
| 1    | Buenos Aires  | 4          | 3          | 0          | 1          | 125     | 43        | + 82       | 6      |
| 2    | Rosario       | 4          | 3          | 0          | 1          | 124     | 81        | + 43       | 6      |
| 3    | Cuyo          | 4          | 2          | 0          | 2          | 82      | 128       | - 46       | 4      |
| 4    | Uruguay       | 4          | 1          | 0          | 3          | 69      | 83        | - 14       | 2      |
| 5    | Mar del Plata | 4          | 1          | 0          | 3          | 53      | 118       | - 65       | 2      |

|  | Clasificado a la Zona Campeonato del Campeonato Argentino de Rugby 2012. |
|  | Clasificado a la Zona Ascenso del Campeonato Argentino de Rugby 2012.    |

Primera fecha
| 3 de marzo, 16:00 | Cuyo | 28 - 24 | Uruguay | Mendoza Rugby Club, Mendoza, Argentina            |                                                   |
|                   |      | Reporte |         | Árbitro(s): Ignacio Iparraguirre Argentina (URBA) | Árbitro(s): Ignacio Iparraguirre Argentina (URBA) |

| 3 de marzo, 19:10              | Rosario | 22 - 16 | Mar del Plata | Jockey Club, Rosario, Argentina              |                                              |
|                                |         | Reporte |               | Árbitro(s): Federico Cuesta Argentina (URBA) | Árbitro(s): Federico Cuesta Argentina (URBA) |
| Transmitido en vivo por ESPN + |         |         |               |                                              |                                              |

Segunda fecha
| 10 de marzo, 16:00 | Uruguay | 22 - 15 | Rosario | Country Los Teros, Montevideo, Uruguay       |                                              |
|                    |         | Reporte |         | Árbitro(s): Leonardo Borghi Argentina (URBA) | Árbitro(s): Leonardo Borghi Argentina (URBA) |

| 10 de marzo, 19:30 | Buenos Aires | 32 - 3  | Cuyo | CASI, San Isidro, Argentina                      |                                                  |
|                    |              | Reporte |      | Árbitro(s): Javier Mancuso Argentina (UAR / UCR) | Árbitro(s): Javier Mancuso Argentina (UAR / UCR) |

Tercera fecha
| 17 de marzo, 16:00 | Mar del Plata | 22 - 13 | Uruguay | Sporting, Villa Marista, Mar del Plata, Argentina |                                          |
|                    |               | Reporte |         | Árbitro(s): Mauro Rivera Argentina (URS)          | Árbitro(s): Mauro Rivera Argentina (URS) |

| 17 de marzo, 19:10             | Rosario | 30 - 23 | Buenos Aires | Jockey Club, Rosario, Argentina          |                                          |
|                                |         | Reporte |              | Árbitro(s): Joaquín Montes Uruguay (URU) | Árbitro(s): Joaquín Montes Uruguay (URU) |
| Transmitido en vivo por ESPN + |         |         |              |                                          |                                          |

Cuarta fecha
| 24 de marzo, 16:00 | Cuyo | 20 - 57 | Rosario | Marista Rugby Club, Mendoza, Argentina     |                                            |
|                    |      | Reporte |         | Árbitro(s): Ariel Guillén Argentina (URBA) | Árbitro(s): Ariel Guillén Argentina (URBA) |

| 24 de marzo 19:10              | Buenos Aires | 52 - 0  | Mar del Plata | CASI, San Isidro, Argentina                |                                            |
|                                |              | Reporte |               | Árbitro(s): Juan Sylvestre Argentina (URR) | Árbitro(s): Juan Sylvestre Argentina (URR) |
| Transmitido en vivo por ESPN + |              |         |               |                                            |                                            |

Quinta fecha
| 31 de marzo, 16:00 | Mar del Plata | 15 - 31 | Cuyo | Mar del Plata Club, Mar del Plata, Argentina |                                       |
|                    |               | Reporte |      | Árbitro(s): Gustavo Tomanovich (URBA)        | Árbitro(s): Gustavo Tomanovich (URBA) |

| 31 de marzo, 16:00 | Uruguay | 10 - 18 | Buenos Aires | Montevideo Cricket Club, Montevideo, Uruguay     |                                                  |
|                    |         | Reporte |              | Árbitro(s): Javier Mancuso Argentina (UAR / UCR) | Árbitro(s): Javier Mancuso Argentina (UAR / UCR) |

## Ganadores
|         |              |
| Córdoba | Buenos Aires |